# Algertshausen (Eresing)
Algertshausen ist ein Ortsteil der Gemeinde Eresing im oberbayerischen Landkreis Landsberg am Lech.

## Geografie
Die Einöde Algertshausen liegt circa vier Kilometer östlich von Eresing.

## Geschichte
Algertshausen wird erstmals 1223 als Alchishusen erwähnt, der Ortsname leitet sich von dem Personennamen Alahgis ab.
Im Jahr 1275 wird Algertshausen in einem Besitzverzeichnis Ludwigs des Strengen aufgeführt.
Algertshausen gehörte zur Hofmark Greifenberg und 1671 werden in einem Steuerbuch zwei halbe Höfe erwähnt.
In den Jahren 1812–18 errichtete der Bauer Sedlmayr eine Kapelle, der jedoch bereits 1828 die Messlizenz entzogen wurde. Wenige Jahre später wurden die beiden Hofstellen wieder zusammengelegt und 1968 an die Augustinum Gruppe verkauft. Diese betrieb zunächst einen Landwirtschaftsbetrieb, der jedoch 1992 aufgegeben wurde. Seither dient die 1971 fast komplett neu errichtete Einöde als Tagungszentrum und Hotel.

## Sehenswürdigkeiten
Siehe: Liste der Baudenkmäler in Algertshausen